# Phosphate tricalcique
Le phosphate tricalcique, plus communément appelé phosphate de calcium, est un sel de calcium de l'acide phosphorique dont la formule chimique est {\displaystyle {\ce {Ca3(PO4)2}}}. Il est également connu sous le nom de phosphate de calcium tribasique et de phosphate de chaux osseuse. Il s'agit d'un solide blanc peu soluble. La plupart des échantillons commerciaux de « phosphate tricalcique » sont en fait de l'hydroxyapatite.
Il existe sous la forme de trois polymorphes cristallins α, α′ et β. Les états α et α′ sont stables à haute température.

## Nomenclature
Le phosphate de calcium désigne de nombreux matériaux constitués d'ions calcium ({\displaystyle {\ce {Ca^2+}}}) associés à des orthophosphates ({\displaystyle {\ce {PO4^3-}}}), des métaphosphates ou des pyrophosphates ({\displaystyle {\ce {P2O7^4-}}}) et parfois d'ions oxyde et hydroxyde. En particulier, l'apatite, un minéral courant, a pour formule {\displaystyle {\ce {Ca5(PO4)3{\it {X}}}}}, où X est F, CI, OH, ou un mélange ; il s'agit d'hydroxyapatite si l'ion supplémentaire est principalement de l'hydroxyde. Une grande partie du « phosphate tricalcique » sur le marché est en fait de l'hydroxyapatite en poudre.

## Préparation
Le phosphate tricalcique est produit commercialement en traitant l'hydroxyapatite avec l'acide phosphorique et de la chaux éteinte. Il ne peut être précipité directement à partir d'une solution aqueuse. En général, des réactions de double décomposition sont utilisées, impliquant un phosphate soluble et des sels de calcium, par exemple {\displaystyle {\ce {(NH4)2HPO4 + Ca(NO3)2}}} est réalisée dans des conditions de pH soigneusement contrôlées. Le précipité sera soit du « phosphate tricalcique amorphe », soit de l'hydroxyapatite déficiente en calcium, {\displaystyle {\ce {Ca9(HPO4)(PO4)5(OH)}}},,. Le phosphate tricalcique cristallin peut être obtenu par calcination du précipité. Le β-{\displaystyle {\ce {Ca3(PO4)2}}} est généralement formé, des températures plus élevées sont nécessaires pour produire du α-{\displaystyle {\ce {Ca3(PO4)2}}}.
Une alternative à la procédure humide consiste à chauffer un mélange de pyrophosphate de calcium et de carbonate de calcium :
{\displaystyle {\ce {CaCO3 + Ca2P2O7 -> Ca3(PO4)2 + CO2}}}.

## Structure des polymorphes β-, α- et α′- Ca3(PO4)2
Le phosphate tricalcique présente trois polymorphes reconnus, la forme rhomboédrique β (illustrée ci-dessus) et deux formes à haute température, monoclinique α et hexagonale α'. Le phosphate β-tricalcique a une masse volumique cristallographique de 3,066 g/cm3, tandis que les formes à haute température sont moins denses : le phosphate α-tricalcique a une masse volumique de 2,866 g/cm3 et le phosphate α'-tricalcique a une masse volumique de 2,702 g/cm3.[réf. souhaitée]

## Additif alimentaire
L'additif alimentaire phosphate tricalcique, de code E341(iii), est composé d'hydroxyapatite,.